# Faixa Pirítica Ibèrica

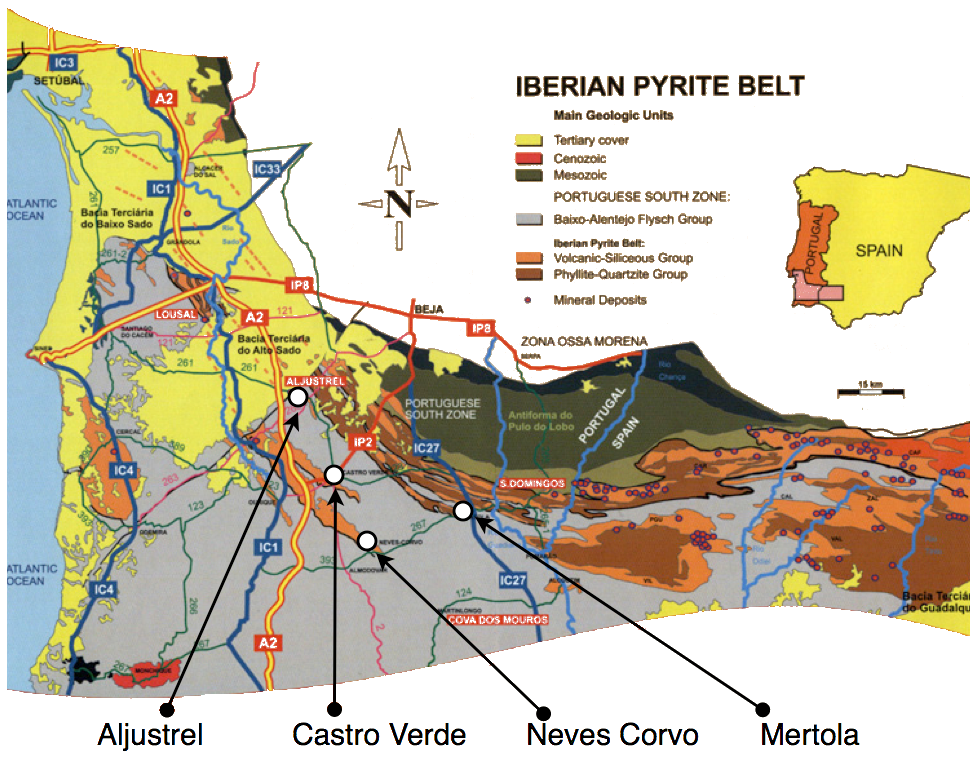
Faixa Pirítica Ibèrica

La Faixa Pirítica Ibèrica (en castellà: Faja Pirítica Ibérica; en portugués: Faixa Piritosa Ibérica; en anglès: Iberian Pyrite Belt) és una enorme concentració de sulfurs massius localitzada al SO de la península Ibèrica, entre Espanya i Portugal.
Aquesta zona ha sigut objecte d'explotació minera, deixant 20 llacs artificials amb aigua amb poc pH i molts metalls solubles i sulfats.